# Janke Nunatak
Janke Nunatak är en nunatak i Antarktis. Den ligger i Västantarktis. Argentina, Chile och Storbritannien gör anspråk på området. Toppen på Janke Nunatak är 1 260 meter över havet.
Terrängen runt Janke Nunatak är huvudsakligen platt, men österut är den kuperad. Trakten är obefolkad. Det finns inga samhällen i närheten.